# Hay Peak
Der Hay Peak ist ein 660 m hoher Berg an der Nordküste Südgeorgiens. Er ragt am Kopfende des Prince Olav Harbour in der Cook Bay auf.
Wissenschaftler der britischen Discovery Investigations kartierten ihn 1929 und benannten ihn deskriptiv als The Snow Pap (englisch für Der Schneebrei). Diese Benennung setzte sich jedoch nicht durch. Das UK Antarctic Place-Names Committee benannte ihn 1990 nach Arthur Edward Hay (1902–1993), einem Ingenieur der Southern Whaling and Sealing Company auf deren Walfangstation im Prince Olav Harbour von 1924 bis 1935.